# Zonnestanddiagram
Een zonnestanddiagram toont de zonnestanden op verschillende tijdstippen, met de schijnbare baan van de Zon in het horizontale coördinatenstelsel, met het relevante deel van de hemelbol geprojecteerd op een plat vlak. Een analemma verbindt alle zonnestanden op een bepaald uur gedurende het jaar. Een zonneboog is de dagboog van de zon op een bepaalde dag.